# Peterboroughška cehovska hiša
Peterboroughška cehovska hiša je občinska stavba na Cathedral Square, Peterborough, Cambridgeshire, Anglija. To je stavba zaščitena stopnje II*.

## Zgodovina
Sedanja stavba je nadomestila srednjeveško cehovsko dvorano, ki je bila na severni strani Cathedral Square. Domačini so se odločili postaviti novo stavbo v spomin na obnovo monarhije leta 1660. Mesto, izbrano za novo stavbo, je prej zasedalo Butter Cross ali tržnica z mlečnimi izdelki.
Sedanja stavba, ki jo je zasnoval John Lovin, ki je bil tudi arhitekt za obnovitvena dela na škofovski palači v Peterboroughu, je bila dokončana leta 1671. Zasnovana je bila v klasičnem slogu z arkadami v pritličju, ki so omogočale prirejanje tržnic; v prvem nadstropju je bila urejena konferenčna soba z več okni. Po zasnovi je zelo podobna stari mestni hiši v Amsterdamu, ki jo je poslikal Pieter Jansz, preden je bila porušena. Stavba, ki je bila financirana z javnimi naročninami, nosi kraljevi grb kralja Karla II. in ščite z grbi škofa Josepha Henshawa, dekana Jamesa Duporta, poslanca Humphreyja Ormeja in družine Montagu.
V začetku 20. stoletja je bila stavba tradicionalno zbirališče zgodovinskega Fitzwilliam Hunt. Takrat je bila cehovska dvorana fizično povezana z drugimi stavbami, ki so bile medtem porušene, na strani cerkve sv. Janeza.
Stavba je bila deležna nekaj obnovitvenih del leta 1929. Zgornje nadstropje cehovske dvorane, do katerega vodi stopnišče iz litega železa, je bilo sestankovanje mestnega sveta občine Peterborough od njegove ustanovitve leta 1874 do dokončanja nove mestne hiše na Bridge Street leta 1933. Svet je v začetku 21. stoletja predlagal načrt, po katerem bi odprto pritličje, ki je nekoč ustvarilo prostor, kjer bi lahko delovale tržnice z maslom in perutnino, zaprli s steklom; ta predlog je bil opuščen zaradi stroškov.
4. julija 2012 je bila cehovska hiša izhodišče za potovanje olimpijskega ognja 47. dan pred odhodom v Lincolnshire kot del štafetne turneje po Združenem kraljestvu kot del priprav na poletne olimpijske igre 2012.